# Xã Boyne Valley, Michigan
Xã Boyne Valley (tiếng Anh: Boyne Valley Township) là một xã thuộc quận Charlevoix, tiểu bang Michigan, Hoa Kỳ. Năm 2010, dân số của xã này là 1.195 người.